# C'est ça qui est bon
Albums de Dany Brillant
C'est toi
(1993)
Singles
1. Suzette
Sortie : 1992
2. Y'a qu'les filles qui m'intéressent
Sortie : 1992
3. Viens à Saint Germain
Sortie : 1992

C'est ça qui est bon est le premier album studio de Dany Brillant, sorti en 1991 chez Warner. Il est partiellement produit par Varda Kakon et réalisé par Alain Pewzner.

## Historique
L'album s'est vendu à 365 900 exemplaires. Il est certifié double disque d'or en 1993 (plus de 200 000 exemplaires vendus) et disque de platine en 2001 (plus de 300 000 exemplaires vendus),,, avec notamment un titre rapidement populaire, Suzette,  écrit en cinq minutes à la bibliothèque du Centre Pompidou avec l'aide d'un dico de rimes. Ce titre a préexisté à l'album, et correspond à une période où il se produisait en cabaret sans réussir à obtenir un contrat en maison de disque, étant jugé « démodé ». Jusqu'au jour où un directeur de Warner, venu assister à son spectacle en cabaret, le signe.

## Titres
Toutes les chansons sont écrites et composées par Dany Brillant.
| 1.    | Viens à Saint Germain               | 2:39 |
| 2.    | Y'a qu'les filles qui m'intéressent | 2:50 |
| 3.    | Dormir avec toi                     | 2:42 |
| 4.    | Quand le jazz                       | 3:56 |
| 5.    | Ma fiancée, elle est partie         | 2:15 |
| 6.    | Suzette                             | 3:51 |
| 7.    | La nuit est à nous                  | 3:03 |
| 8.    | Elle dit non, non, non              | 2:48 |
| 9.    | C'est ça qui est bon                | 3:06 |
| 10.   | Caroline est en colère              | 4:21 |
| 31:44 |                                     |      |

## Musiciens
- Batterie : Stéphane Vera
- Basse : Vincent Hamamdjian
- Guitares : Dany Brillant (sauf 2), Alain Pewzner (5, 8, 9, 10), Raphaël Faÿs (6)
- Claviers : Alain Pewzner (7)
- Orgue : Rembert Egües (3, 10)
- Piano : Rembert Egües (sauf 3, 7, 9, 10)
- Saxophone : Malik Fettis (sauf 3, 7), Bobby Rangell (10)
- Flûte : Bobby Rangell (2)
- Percussions : Philippe Draï (1, 2, 5, 10)
- Vibraphone : Rembert Egües (4, 7)
- Trompette : Philippe Slominski (7, 8)

## Classement hebdomadaire et certifications
| Pays          | Meilleure position | Certification |
| ------------- | ------------------ | ------------- |
| France (SNEP) | 101                | Platine       |